# З любов'ю, Вінсент
«З любов'ю, Вінсент» (англ. Loving Vincent) — британсько-польський анімаційний біографічний фільм 2017 року, поставлений режисерами Доротеєю Кобєлею та Г'ю Велчманом. Стрічка є кінематографічною розповіддю про життя і загадкову смерть нідерландського художника Вінсента ван Гога, переданою за допомогою картин, намальованих у техніці самого художника.
Світова прем'єра фільму відбулася 12 червня 2017 року на Міжнародному фестивалі анімаційних фільмів в Аннесі де здобув Приз глядачів. У липні 2017 року фільм брав участь у позаконкурсній програмі «Спеціальні покази» 8-го Одеського міжнародного кінофестивалю, а 23 листопада цього ж року вийшов в український прокат.

## Художні особливості
Фільм є першою в історії повнометражною стрічкою, яка повністю написана олійними фарбами на полотні. Фільм заснований на 120-ти відомих картинах ван Гога. Одна секунда фільму складається з 12 картин. Фінальна версія фільму складається з 56 800 картин. За основу сценарію для фільму було взято близько 800 листів Вінсента ван Гога, написаних у різний час друзям і рідним.

## У ролях
| • Ейдан Тернер      | … | човняр          |
| • Сірша Ронан       | … | Маргеріт Ґаше   |
| • Гелен Маккрорі    | … | Ліїза Шевальє   |
| • Елеанор Томлінсон | … | Аделін Раву     |
| • Кріс О'Дауд       | … | листоноша Рулен |
| • Джером Флінн      | … | доктор Ґаше     |
| • Дуглас Бут        | … | Арман Рулен     |
| • Роберт Гуларчик   | … | Вінсент ван Гог |
| • Джон Сешнс        | … | татусь Танґі    |

### Знімальна група
- Автори сценарію — Яцек Денель, Дорота Кобєля, Г'ю Велчман
- Режисери-постановники — Дорота Кобєля, Г'ю Велчман
- Продюсери — Шон М. Боббітт, Іван Мактаггарт, Г'ю Велчман
- Виконавчі продюсери — Клаудія Блюмхубер, Єн Гатчінсон, Едвард Нелтнер, Девід Парфітт, Герд Шеперс, Шарлотта Уббен, Лаурі Уббен
- Асоційовані продюсери — Джонатан Ферозі, Річард Лондсборо
- Лінійний продюсер — Тім Деннісон
- Оператори — Трістан Олівер, Лукаш Зал
- Композитор — Клінт Манселл
- Монтаж — Дорота Кобела, Юстина Вєршинська
- Художник-постановник — Меттью Баттон
- Художник з костюмів — Дорота Рокепло
- Артдиректор — Даніела Фаджіо
- Підбір акторів — Дженніфер Даффі

## Виробництво
Кошти на створення фільму «З любов'ю, Вінсент» були зібрані на Kickstarter — понад 50 тисяч фунтів. Над стрічкою працювала команда з понад 125 художників, аніматорів, фотографів, які приїздили зі всього світу до студії Loving Vincent в Польщі та Греції та власноруч створили понад 62 450 кадрів олійними фарбами. До участі у створенні фільму були також залучені 12 українських художників: Андрій Македон, Андрій Ковтунович, Світлана Гаврищук, Тетяна Очередько, Катерина Очередько, Юлія Решетник, Олена Горголь [Архівовано 29 липня 2017 у Wayback Machine.], Анастасія Бонішко, Марина Савченко, Віталій Мурин, Марія Шепеленко та Ярослав Свірняк.

## Нагороди та номінації
| Список нагород та номінацій                      | Список нагород та номінацій | Список нагород та номінацій                | Список нагород та номінацій | Список нагород та номінацій | Список нагород та номінацій |
| Кінопремія                                       | Рік                         | Категорія                                  | Номінант(и)                 | Результат                   | Джерело                     |
| ------------------------------------------------ | --------------------------- | ------------------------------------------ | --------------------------- | --------------------------- | --------------------------- |
| Міжнародний фестиваль анімаційних фільмів в Ансі | 2017                        | Приз глядачів                              | З любов'ю, Вінсент          | Перемога                    |                             |
| Премія Європейської кіноакадемії                 | 9.12.2017                   | Найкращий анімаційний фільм                | З любов'ю, Вінсент          | Перемога                    | [ 8 ]                       |
| Премія BAFTA                                     | 18.02.2017                  | Найкращий анімаційний фільм                | З любов'ю, Вінсент          | Номінація                   |                             |
| Премія «Оскар»                                   | 4.03.2018                   | Найкращий анімаційний повнометражний фільм | З любов'ю, Вінсент          | Номінація                   | [ 9 ]                       |
| Премія «Давид ді Донателло»                      | 21.03.2018                  | Найкращий європейський фільм               | З любов'ю, Вінсент          | Номінація                   | [ 10 ]                      |